# Polypodium khasyanum
Polypodium khasyanum är en stensöteväxtart som beskrevs av William Jackson Hooker. Polypodium khasyanum ingår i släktet Polypodium och familjen Polypodiaceae. Inga underarter finns listade.